# Roberto Núñez
Roberto Núñez Sánchez (Madrid, 31 maggio 1978) è un ex cestista spagnolo.

## Palmarès
- Campionato spagnolo: 1

Real Madrid: 1999-2000
- Coppa dei Campioni: 1

Real Madrid: 1994-1995
- Eurocoppa: 1

Real Madrid: 1996-1997